# Werner De Smedt
Werner De Smedt (Ninove, 17 juli 1970) is een Vlaams acteur.

## Biografie
De Smedt studeerde eerst aan de Academie van Ninove, maar verliet deze en ging naar het Conservatorium van Brussel. In het tweede jaar van het Conservatorium kreeg hij de rol van Bart Bouterse in Wittekerke aangeboden.
In Flikken speelde hij sinds het vierde seizoen de rol van Nick Debbaut, maar hij verdween aan het einde van het zevende seizoen uit de reeks. In Thuis speelde De Smedt van 2001 tot 2002 de rol van Senne. Verder speelde hij in 2003 in De zaak Alzheimer en vertolkte hij diverse gastrollen.
In 2006 was De Smedt te zien in Steracteur Sterartiest op één, waarin hij zevende werd. Hierin zong hij samen met enkele andere soapacteurs voor het goede doel. In 2007 speelde De Smedt in de eerste speelfilm van Samson & Gert als politieagent. Vanaf september 2008 was Werner te zien in LouisLouise en Zone Stad op de commerciële zender VTM. Vanaf het voorjaar 2013 speelt hij een vaste rol in de soap Familie.
In 2009 speelde hij opnieuw de rol van commissaris Verstuyft in Dossier K, de opvolger van De zaak Alzheimer.
Ook spreekt hij verscheidene reclamespots in. Momenteel is hij de huisstem van onder andere Proximus.

## Film en televisie
- Blueberry Hill (1989) - als klasgenoot
- Commissaris Roos (1992) - als Dominique
- De Kotmadam (1992) - als Hugo
- Meester! (1993) - als Werner Cosemans
- De Kotmadam (1994) - als Stefaan
- Wittekerke (1994-1998) - als Bart Bauterse
- Particularly Now, in Spring (1996)
- Gaston's War (1997) - als Gaston Vandermeersche
- Dokters (1997)
- Deman (1998) - als Christian Baudrillard
- Recht op recht (2000) - als Jacco Vandewalle
- Iedereen beroemd! (2000) - als Willy Van Outreve
- Dok 12 (2001) - als Luc Dupont
- Veel geluk, professor! (2001) - als Jim Collin
- Thuis (2001-2002) - als Senne
- Alias (2002) - als Mark
- Flikken (2002-2006) - als Nick Debbaut
- De zaak Alzheimer (2003) - als inspecteur Freddy Verstuyft
- Het Geslacht De Pauw (2005) - als zichzelf
- Hotel op stelten (2008) - als politieagent
- Witse (2008) - als Bob Cuypers
- LouisLouise (2008-2009) - als Bruno Sels
- Zone Stad (2008-2013) - als Lucas Neefs
- Dossier K (2009) - als inspecteur Freddy Verstuyft
- Broeders (2011)
- Danni Lowinski (2012) - als Manu Rosendael
- Aspe (2013) - als Ben Van Marcke
- Familie (2013-heden) - als Rudi Verbiest
- Vermist (2014) - als Jimmy Verdonck
- De Ridder (2014) - als Philippe Massaerts
- Professor T. (2015) - als Steven Bastijns
- Het Tweede Gelaat (2017) - als inspecteur Freddy Verstuyft
- Na de dood in de hemel (2017)